# Willem Gerard Brill

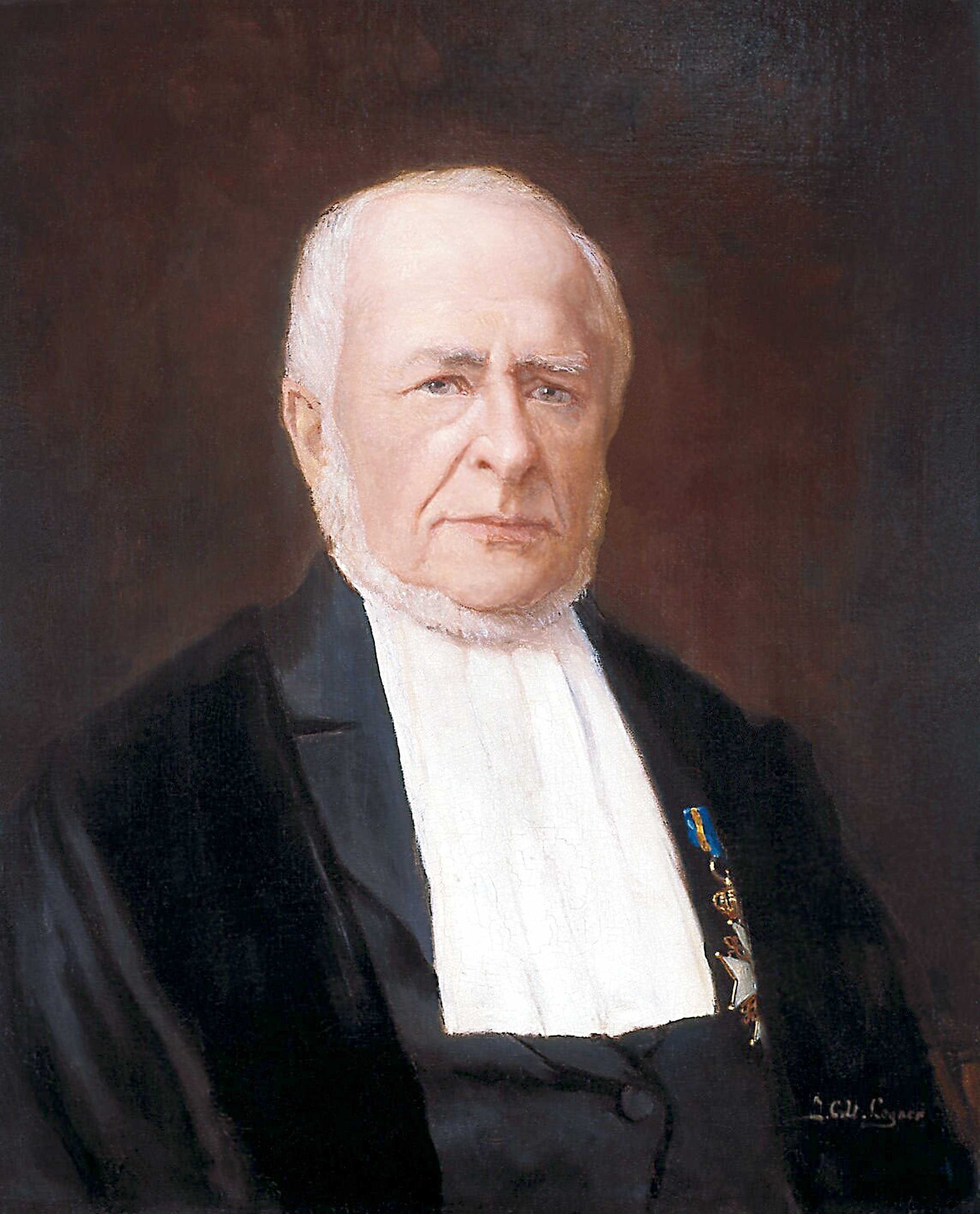
Willem Gerard Brill in 1896

Willem Gerard Brill (Leiden, 10 oktober 1811 – Utrecht, 29 januari 1896) was een Nederlandse hoogleraar aan de Rijksuniversiteit Utrecht die heeft gepubliceerd op het gebied van de Nederlands taalkunde en geschiedenis. Brill promoveerde op 24 juni 1837 te Leiden, op een dissertatie over Aristofanes, tot doctor in de letteren. Hij was de vader van de classicus en taalgeleerde dr. Johannes Brill (Zutphen 1842 – Bloemfontein 1924), die in 1873 naar Zuid-Afrika vertrok om rector te worden  van het Grey Kollege te Bloemfontein in de Oranje Vrijstaat. 
W.G. Brill was in de jaren 1840-1859 aan het Zutphense Gymnasium werkzaam als leraar in de moderne talen 'Hollandsch, Fransch, Engelsch en Duitsch'. In april 1859 werd hij, om Lodewijk Gerard Visscher op te volgen, benoemd tot hoogleraar in Utrecht, aanvankelijk in de 'bespiegelende wijsbegeerte', kort daarop in de vaderlandse geschiedenis inclusief het Nederlands. 